# سوسیگنس (دهانه)
سوسیگنس یک دهانه برخوردی در ماه‌ است. این دهانه را به‌نام سوسیگنس، اخترشناس اهل اسکندریه، نام‌گذاری کرده‌اند که در تدوین و تنظیم تقویم ژولینی به ژولیوس سزار مشاوره داد.

## دهانه‌های اقماری
این دهانه ۳ دهانه اقماری دارد.
| Sosigenes | عرض جغرافیایی | طول جغرافیایی | قطر          |
| --------- | ------------- | ------------- | ------------ |
| A         | ۷.۸° N        | ۱۸.۵° E       | ۱۲.۰ کیلومتر |
| C         | ۷.۲° N        | ۱۸.۹° E       | ۳.۰ کیلومتر  |
| B         | ۸.۳° N        | ۱۷.۲° E       | ۴.۰ کیلومتر  |